# Coatsburg
Coatsburg es una villa ubicada en el condado de Adams en el estado estadounidense de Illinois. En el Censo de 2010 tenía una población de 147 habitantes y una densidad poblacional de 461,44 personas por km².

## Geografía
Coatsburg se encuentra ubicada en las coordenadas 40°1′57″N 91°9′37″O / 40.03250, -91.16028. Según la Oficina del Censo de los Estados Unidos, Coatsburg tiene una superficie total de 0.32 km², de la cual 0.32 km² corresponden a tierra firme y (0%) 0 km² es agua.

## Demografía
Según el censo de 2010, había 147 personas residiendo en Coatsburg. La densidad de población era de 461,44 hab./km². De los 147 habitantes, Coatsburg estaba compuesto por el 100% blancos, el 0% eran afroamericanos, el 0% eran amerindios, el 0% eran asiáticos, el 0% eran isleños del Pacífico, el 0% eran de otras razas y el 0% pertenecían a dos o más razas. Del total de la población el 0.68% eran hispanos o latinos de cualquier raza.